# Balázs Ladányi
Balázs Ladányi (né le 6 janvier 1976 à Dunaújváros en Hongrie) est un joueur professionnel de hockey sur glace hongrois devenu entraîneur. Il évolue au poste d'ailier gauche.

## Biographie

### Carrière en club
En 1994 il commence sa carrière dans la Ligue hongroise avec son club formateur de Dunaferr SE Dunaújváros. Il remporte le championnat en 1995, 1998, 2000, et 2002 et à sept reprises la Coupe de Hongrie en 1995, 1996, 1998 et de 2000 à 2004. À partir de 2000, il participe parallèlement au championnat local à l'Interliga. En 2005, son club connait des difficultés financières à cause du retrait de l'usine metallurgique Dunaferr, et ne peut conserver ses gros salaires. Ladányi rejoint alors le club d'Újpesti TE. Il termine meilleur pointeur de la Borsodi Liga lors des saisons 1995-1996 et 2006-2007. En 2007, il signe avec les Diables Rouges de Briançon, en Ligue Magnus où il retrouve deux de ses compatriotes Viktor Szélig et Márton Vas. Ces deux joueurs évoluaient avec lui à Dunaújváros, et Vas joue également sur sa ligne en sélection magyare. Blessé aux adducteurs lors de la seconde partie de saison, il revient lors des derniers matchs de playoffs. Encore fragile, l'entraîneur briançonnais Luciano Basile le préserve pour les matchs décisifs. Lors de la demi-finale contre Grenoble, il marque face à Eddy Ferhi le tir au but synonyme de qualification en finale de championnat alors qu'il n'était pas monté sur la glace durant la partie. Il retrouve sa place de titulaire en finale mais son équipe s'incline face à Rouen qui avait défait les diables rouges lors de la finale de la Coupe de la Ligue le 2 janvier 2008. 
En 2008, l'équipe est battue en huitième de finale de la Coupe de France chez les Ducs de Dijon 3-1. Elle s'incline en finale de Coupe de la Ligue contre les Brûleurs de Loups de Grenoble 4-3 après prolongation. Les briançonnais, premiers de la saison régulière, sont défaits trois victoires à une en finale de la Ligue Magnus contre cette même équipe. Ladányi inscrit six buts en séries et est le meilleur buteur de l'équipe. Les grenoblois réalisent le quadruplé avec en plus le match des champions et la Coupe de France.

### Carrière internationale
Il représente l'équipe de Hongrie. En 1995, il participe à ses premiers championnats du monde senior. En 2008, il est l'un des artisans de la montée de la Hongrie en élite mondiale. Lors de cette édition, il termine meilleur pointeur de la division 1 groupe B. Quelques semaines avant l'échéance des mondiaux 2009, Gábor Ocskay, joueur cadre de la sélection magyare décède d'une crise cardiaque. La Hongrie joue en sa mémoire mais elle termine seizième et dernière. Au cours de la compétition, l'entraîneur Pat Cortina associe Ladányi à Márton Vas et Imre Peterdi. Avec trois assistances, il termine meilleur pointeur de sa sélection qui est reléguée en division 1.

### Roller inline hockey
Il représente la Hongrie en Roller in line hockey. Il est sélectionné pour le Championnat du monde de roller in line hockey IIHF 2014.

## Trophées et honneurs personnels
Borsodi Liga
- 1995-1996 : meilleur pointeur.
- 2006-2007 : meilleur pointeur.

Championnat d'Europe junior de hockey sur glace
- 1994 : meilleur pointeur du groupe B.
- 1994 : meilleur buteur du groupe B.

Championnat du monde de hockey sur glace
- 2008 : termine meilleur pointeur de la division 1 groupe B.
- 2008 : termine meilleur passeur de la division 1 groupe B.
- 2009 : désigné par les entraîneurs comme l'un des trois meilleurs joueurs hongrois de la compétition avec András Horváth et Viktor Tokaji.
- 2011 : termine meilleur pointeur de la division 1 groupe A.
- 2011 : termine meilleur passeur de la division 1 groupe A.
- 2011 : termine avec le meilleur différentiel +/- de la division 1 groupe A.

Qualification olympique
- Novembre 2008: termine meilleur pointeur du groupe C ex aequo avec Gábor Ocskay (7 points).
- Novembre 2008: meilleur assistant du groupe C ex aequo avec Gábor Ocskay (5 assistances).

Euro Ice Hockey Challenge
- Hoki Kupa 2010 : termine meilleur pointeur (5 points)[4].
- Hoki Kupa 2010 : termine meilleur buteur (3 buts)[5].

## Statistiques

### En club
| Saison    | Équipe                    | Ligue        |    | Saison régulière | Saison régulière | Saison régulière | Saison régulière | Saison régulière |   | Séries éliminatoires | Séries éliminatoires | Séries éliminatoires | Séries éliminatoires | Séries éliminatoires |
| Saison    | Équipe                    | Ligue        | PJ | B                | A                | Pts              | Pun              | PJ               | B | A                    | Pts                  | Pun                  |                      |                      |
| 1994-1995 | Dunaferr SE Dunaújváros   | Hongrie      | -  | 22               | 9                | 31               | -                | -                | - | -                    | -                    | -                    |                      |                      |
| 1995-1996 | Dunaferr SE Dunaújváros   | Hongrie      | -  | 24               | 22               | 46               | 28               | -                | - | -                    | -                    | -                    |                      |                      |
| 1996-1997 | Dunaferr SE Dunaújváros   | Hongrie      | -  | 20               | 23               | 43               | 50               | -                | - | -                    | -                    | -                    |                      |                      |
| 1997-1998 | Dunaferr SE Dunaújváros   | Hongrie      | 20 | 12               | 24               | 36               | 77               | -                | - | -                    | -                    | -                    |                      |                      |
| 1998-1999 | Dunaferr SE Dunaújváros   | Hongrie      | 28 | 18               | 25               | 43               | 73               | -                | - | -                    | -                    | -                    |                      |                      |
| 1999-2000 | Dunaferr SE Dunaújváros   | Hongrie      | 18 | 14               | 21               | 35               | 6                | -                | - | -                    | -                    | -                    |                      |                      |
| 1999-2000 | Dunaferr SE Dunaújváros   | Interliga    | 29 | 14               | 17               | 31               | 4                | -                | - | -                    | -                    | -                    |                      |                      |
| 2000-2001 | Dunaferr SE Dunaújváros   | Hongrie      | 14 | 18               | 22               | 40               | 33               | -                | - | -                    | -                    | -                    |                      |                      |
| 2000-2001 | Dunaferr SE Dunaújváros   | Interliga    | 19 | 12               | 26               | 38               | 40               | -                | - | -                    | -                    | -                    |                      |                      |
| 2001-2002 | Dunaferr SE Dunaújváros   | Hongrie      | 13 | 11               | 20               | 31               | 16               | -                | - | -                    | -                    | -                    |                      |                      |
| 2001-2002 | Dunaferr SE Dunaújváros   | Interliga    | 17 | 16               | 16               | 32               | 35               | -                | - | -                    | -                    | -                    |                      |                      |
| 2002-2003 | Dunaferr SE Dunaújváros   | Hongrie      | -  | -                | -                | -                | -                | -                | - | -                    | -                    | -                    |                      |                      |
| 2002-2003 | Dunaferr SE Dunaújváros   | Interliga    | 16 | 14               | 11               | 25               | 22               | -                | - | -                    | -                    | -                    |                      |                      |
| 2003-2004 | Dunaferr SE Dunaújváros   | Hongrie      | 18 | 14               | 24               | 38               | 18               | -                | - | -                    | -                    | -                    |                      |                      |
| 2003-2004 | Dunaferr SE Dunaújváros   | Interliga    | 18 | 9                | 16               | 25               | 49               | -                | - | -                    | -                    | -                    |                      |                      |
| 2004-2005 | Dunaferr SE Dunaújváros   | Hongrie      | 15 | 10               | 25               | 35               | 16               | -                | - | -                    | -                    | -                    |                      |                      |
| 2004-2005 | Dunaferr SE Dunaújváros   | Interliga    | 19 | 11               | 19               | 30               | 6                | -                | - | -                    | -                    | -                    |                      |                      |
| 2005-2006 | Újpesti TE                | Hongrie      | -  | -                | -                | -                | -                | -                | - | -                    | -                    | -                    |                      |                      |
| 2005-2006 | Újpesti TE                | Interliga    | 22 | 8                | 16               | 24               | 10               | 1                | 0 | 0                    | 0                    | 0                    |                      |                      |
| 2006-2007 | Újpesti TE                | Hongrie      | 23 | 17               | 31               | 48               | 30               | -                | - | -                    | -                    | -                    |                      |                      |
| 2006-2007 | Újpesti TE                | Interliga    | 32 | 19               | 42               | 60               | 30               | -                | - | -                    | -                    | -                    |                      |                      |
| 2007-2008 | Briançon                  | Ligue Magnus | 23 | 13               | 13               | 26               | 10               | 6                | 4 | 0                    | 4                    | 2                    |                      |                      |
| 2007-2008 | Briançon                  | CdF          | 3  | 1                | 0                | 1                | 0                | -                | - | -                    | -                    | -                    |                      |                      |
| 2007-2008 | Briançon                  | CdlL         | 7  | 2                | 8                | 10               | 2                | -                | - | -                    | -                    | -                    |                      |                      |
| 2008-2009 | Briançon                  | Ligue Magnus | 26 | 10               | 18               | 28               | 6                | 12               | 6 | 3                    | 9                    | 0                    |                      |                      |
| 2008-2009 | Briançon                  | CdF          | 1  | 0                | 0                | 0                | 0                | -                | - | -                    | -                    | -                    |                      |                      |
| 2008-2009 | Briançon                  | CdlL         | 11 | 5                | 9                | 14               | 2                | -                | - | -                    | -                    | -                    |                      |                      |
| 2009-2010 | Alba Volán Székesfehérvár | EBEL         | 52 | 13               | 35               | 48               | 12               | 5                | 0 | 5                    | 5                    | 6                    |                      |                      |
| 2009-2010 | Alba Volán Székesfehérvár | Hongrie      | -  | -                | -                | -                | -                | 7                | 2 | 12                   | 14                   | 24                   |                      |                      |
| 2010-2011 | Alba Volán Székesfehérvár | EBEL         | 54 | 22               | 38               | 60               | 20               | -                | - | -                    | -                    | -                    |                      |                      |
| 2010-2011 | Alba Volán Székesfehérvár | Hongrie      | -  | -                | -                | -                | -                | 7                | 5 | 11                   | 16                   | 2                    |                      |                      |
| 2011-2012 | Alba Volán Székesfehérvár | EBEL         | 41 | 13               | 35               | 48               | 10               | 6                | 4 | 5                    | 9                    | 2                    |                      |                      |
| 2011-2012 | Alba Volán Székesfehérvár | Hongrie      | -  | -                | -                | -                | -                | 5                | 1 | 12                   | 13                   | 2                    |                      |                      |
| 2012-2013 | Alba Volán Székesfehérvár | EBEL         | 41 | 8                | 27               | 35               | 18               | -                | - | -                    | -                    | -                    |                      |                      |
| 2012-2013 | HC Bolzano                | Serie A      | 7  | 2                | 1                | 3                | 0                | 6                | 1 | 1                    | 2                    | 2                    |                      |                      |
| 2013-2014 | Dunaújvárosi Acélbikák    | MOL Liga     | 47 | 19               | 43               | 62               | 34               | 4                | 0 | 1                    | 1                    | 2                    |                      |                      |
| 2014-2015 | Debreceni HK              | MOL Liga     | 30 | 19               | 22               | 41               | 10               | 2                | 1 | 0                    | 1                    | 2                    |                      |                      |
| 2015-2016 | Debreceni HK              | MOL Liga     | 0  | 0                | 0                | 0                | 0                | -                | - | -                    | -                    | -                    |                      |                      |

### En équipe nationale
| Année | Compétition                   |   | PJ | B  | A  | Pts | Pun | +/-                                           |  | Résultat |
| 1992  | Championnat d'Europe junior C | 3 | 3  | 2  | 5  | 4   | -   | Médaille d'or du groupe C                     |  |          |
| 1993  | Championnat d'Europe junior B | 7 | 4  | 2  | 6  | 0   | -   | Médaille d'argent du groupe B                 |  |          |
| 1993  | Championnat du monde junior C | 4 | 1  | 0  | 1  | 2   | -   | Médaille de bronze du mondial C               |  |          |
| 1994  | Championnat d'Europe junior B | 5 | 9  | 4  | 13 | 0   | -   | Médaille d'argent du groupe B                 |  |          |
| 1994  | Championnat du monde junior C | 4 | 1  | 3  | 4  | 2   | -   | Cinquième place du mondial C                  |  |          |
| 1995  | Championnat du monde junior C | 4 | 6  | 3  | 9  | 2   | -   | Médaille d'argent du mondial C1               |  |          |
| 1995  | Championnat du monde C        | 4 | 0  | 1  | 1  | 2   | -   | Sixième place du mondial C                    |  |          |
| 1996  | Championnat du monde C        | 7 | 5  | 3  | 8  | 2   | -   | Quatrième place du mondial C                  |  |          |
| 1997  | Championnat du monde C        | 5 | 4  | 6  | 10 | 4   | -   | Sixième place du mondial C                    |  |          |
| 1998  | Championnat du monde C        | 5 | 1  | 5  | 6  | 10  | -   | Médaille d'or du mondial C                    |  |          |
| 1999  | Championnat du monde B        | 7 | 0  | 2  | 2  | 2   | -   | Huitième place du mondial B                   |  |          |
| 2000  | Championnat du monde C        | 4 | 2  | 4  | 6  | 2   | +2  | Médaille d'or du mondial C                    |  |          |
| 2001  | Championnat du monde D1A      | 5 | 4  | 3  | 7  | 2   | 0   | Quatrième place de la division 1, groupe A    |  |          |
| 2002  | Championnat du monde D1A      | 5 | 2  | 3  | 5  | 4   | +1  | Médaille d'argent de la division 1, groupe B  |  |          |
| 2003  | Championnat du monde D1B      | 5 | 4  | 3  | 7  | 4   | 0   | Médaille de bronze de la division 1, groupe A |  |          |
| 2004  | Championnat du monde D1       | 5 | 6  | 2  | 8  | 2   | +3  | Quatrième de la division 1, groupe A          |  |          |
| 2005  | Championnat du monde D1A      | 5 | 1  | 3  | 4  | 2   | 0   | Médaille de bronze de la division 1, groupe A |  |          |
| 2006  | Championnat du monde D1A      | 5 | 1  | 3  | 4  | 4   | +2  | Quatrième place de la division 1, groupe A    |  |          |
| 2007  | Championnat du monde D1B      | 5 | 5  | 4  | 9  | 0   | +6  | Médaille d'argent de la division 1, groupe B  |  |          |
| 2008  | Championnat du monde D1B      | 5 | 2  | 7  | 9  | 4   | +6  | Médaille d'or de la division 1, groupe B      |  |          |
| 2008  | Qualification Jeux olympiques | 3 | 2  | 5  | 7  | 6   | +2  | Première place du groupe C                    |  |          |
| 2009  | Qualification Jeux olympiques | 3 | 1  | 4  | 5  | 0   | 0   | Quatrième place du groupe F                   |  |          |
| 2009  | Championnat du monde          | 6 | 0  | 3  | 3  | 0   | -3  | Seizième place                                |  |          |
| 2010  | Championnat du monde D1B      | 5 | 2  | 4  | 6  | 0   | +2  | Médaille d'argent de la division 1, groupe B  |  |          |
| 2011  | Championnat du monde D1 A     | 4 | 2  | 10 | 12 | 0   | +7  | Médaille d'argent de la division 1, groupe A  |  |          |
| 2012  | Championnat du monde          | 5 | 0  | 4  | 4  | 16  | -4  | Médaille de bronze de la division 1, groupe A |  |          |
| 2012  | Qualification Jeux olympiques | 3 | 3  | 5  | 8  | 0   | +5  | Deuxième place du groupe G                    |  |          |
| 2013  | Championnat du monde          | 5 | 1  | 4  | 5  | 0   | +1  | Médaille de bronze de la division 1 groupe A  |  |          |